# Lamothe-Capdeville
Lamothe-Capdeville är en kommun i departementet Tarn-et-Garonne i regionen Occitanien i södra Frankrike. Kommunen ligger i kantonen Montauban 1er Canton som tillhör arrondissementet Montauban. År 2022 hade Lamothe-Capdeville 1 076 invånare.

## Befolkningsutveckling
Antalet invånare i kommunen Lamothe-Capdeville
| Referens: INSEE |